# Nicky Wu
Nicky Wu, nato Wu Qilong, (cinese tradizionale: 吳奇隆; cinese semplificato: 吴奇隆; pinyin: Wú Qílóng; Taipei, 31 ottobre 1970) è un cantante, attore e doppiatore taiwanese salito alla ribalta nel 1988 come parte della boy band Little Tigers Team, insieme ad Alec Su e Julian Chen.
Durante il periodo passato con i Little Tigers Team, ha debuttato come solista, pubblicando molti album, sia in mandarino sia in cantonese, e numerose canzoni. Dopo lo scioglimento della band nel 1995, la sua carriera si è espansa anche al cinema e alla televisione a Taiwan, Hong Kong e Cina continentale.

## Biografia
Secondogenito della famiglia Wu, ha un fratello maggiore e uno minore. Durante l'infanzia era un promettente giovane atleta di arti marziali, ottenendo tre cinture nere in judo e cinque in taekwondo, della quale diventò campione provinciale di Taiwan per tre anni consecutivi. Oltre allo sport, durante la sua carriera scolastica ottenne riconoscimenti in calligrafia, disegno e scrittura di saggi.
Nel 2006 si è sposato con l'attrice Ma Yashu, dalla quale ha divorziato nel 2009. Il 20 gennaio 2015, Wu ha registrato il proprio matrimonio con l'attrice Liu Shishi.

## Carriera
Nel 1988, all'età di 17 anni, Nicky Wu fu notato da un talent scout, che gli consigliò di fare un'audizione per la nuova boy band Little Tigers Team: inizialmente Wu rifiutò, preso più che altro dalla sua carriera di atleta, tuttavia in un secondo momento fu persuaso a tentare, e passò l'audizione, entrando nella band insieme ad Alec Su e Julian Chen. I Little Tigers Team ottennero successo con i primi due album pubblicati, Happy New Year e Leisurely Cruising, rispettivamente del 1988 e del 1989, e divennero un'icona pop a Taiwan. Nel 1995 il gruppo si sciolse a causa del servizio militare di Julian Chen, ma Wu continuò come solista e pubblicò, in cinque anni, tredici album in cinese e cantonese. Iniziò parallelamente la carriera d'attore, che lo portò al successo internazionale quando, nel 1993, vinse il premio come "Miglior artista esordiente di Hong Kong", seguito l'anno successivo dalla fama in tutta l'Asia del film di Tsui Hark The Lovers, nel quale interpretò il protagonista maschile Liang Shanbo, e recitò al fianco di Charlie Yeung. Dopo il servizio militare obbligatorio, conclusosi nel 1998, Wu ottenne successo anche in televisione e nella Cina continentale con la partecipazione a molte serie, continuando parallelamente la sua carriera nel cinema.

## Filmografia

### Cinema
- Youxia er (游俠兒) (1990)
- Taoxue waizhuan (逃學歪傳) (1992)
- Xin tongju shidai (新同居時代), regia di Yonfan, Sylvia Chang e Samson Chiu (1994)
- The Lovers (梁祝), regia di Tsui Hark (1994)
- Xin zha shixiong zhui nu zi (新扎師兄追女仔), regia di Chu Yin-ping (1995)
- Na you yitian buxiang ni (哪有一天不想你) (1995)
- Hua yue jiaqi (花月佳期) (1995)
- Gou dan dabing (狗蛋大兵) (1996)
- Manhua wang (漫畫王) (1996)
- Xin diexue shuang xiong (新喋血雙雄) (1996)
- Haojiao xiangqi (號角響起), regia di Chu Yin-ping (1996)
- Shengri duo lian shi (生日多戀事) (1997)
- Tiansheng jue pei (天生絕配) (1997)
- Huoshao dao zhi hengxingbadao (火燒島之橫行霸道) (1997)
- Yuan, miao buke yan (緣, 妙不可言) (1999)
- Huan wo qing xin (还我情心) (1999)
- Hao haizi (好孩子) (1999)
- Xin du guo chou cheng (新賭國仇城) (2000)
- Chulian de gushi (初戀的故事) (2001)
- Youren shuo ai wo (有人說愛我) (2001)
- Battle of Wits (墨攻), regia di Jacob Cheung (2006)
- Zhonglie tu (忠烈圖) (2007)
- Chepiao (车票) (2008)
- Meng hui Ludingji (梦回鹿鼎记) (2011)

### Televisione
- Xiao xia long xuanfeng (小俠龍旋風) – serie TV (1990)
- Ouxiang yi ji bang (偶像一级棒) – serie TV (1996)
- IT dangan (IT檔案) – serie TV (1999)
- Chuangshiji (創世紀) – serie TV (1999)
- Xia nu chuang tian guan (俠女闖天關) – serie TV (2000)
- Xiao shiyi lang (蕭十一郎) – serie TV (2002)
- Zhui meng (追夢) – serie TV (2002)
- Maoxian wang Wesley (冒險王衛斯理) – serie TV (2003)
- Ming bu zhen guandong (名捕震關東) – serie TV (2003)
- Silu haoxia (絲路豪俠) – serie TV (2004)
- Liuzhi qin mo (六指琴魔) – serie TV (2004)
- Jing Wei Tian Hai (精衛填海) – serie TV (2005)
- Li Hou Zhu Yu Zhao Kuang Yin (李後主與趙匡胤) – serie TV (2005)
- Tiequan langzi (鐵拳浪子) – serie TV (2006)
- Diaobao (调包) – serie TV (2007)
- Da Ma Tou (大碼頭) – serie TV (2007)
- Liaozhai qi nuzi (聊斋奇女子) – serie TV (2007)
- Dayue zai dongji (大约在冬季) – serie TV (2007)
- Ni shi wo de meng (你是我的梦) – serie TV (2008)
- Jide wo ai ni (记得我爱你) – serie TV (2008)
- Feng man lou (風滿樓) – serie TV (2009)
- Yue Erte zoumingqu (约尔特奏鸣曲) – serie TV (2010)
- Biao xing tianxia qianchuan (镖行天下前传) – serie TV (2010)
- Wanmei zhangfu (完美丈夫) – serie TV (2010)
- Jianghu qi an (江湖奇案) – serie TV (2011)
- Sheng tang fengyun (圣堂风云) – serie TV (2011)
- Shan niang (扇娘) – serie TV (2011)
- Bubujingxin (步步惊心) – serie TV (2011)
- Xingming shiye (刑名师爷) – serie TV (2012)
- Xin bai fa monu chuan (新白发魔女传) – serie TV (2012)
- Xiangzhe paohuo qianjin (向着炮火前进) – serie TV (2012)
- Xiangzhe shengli qianjin (向着胜利前进) – serie TV (2013)
- He ai yiqi fei (和爱一起飞) – serie TV (2013)
- Bubujingqing (步步惊情) – serie TV (2014)

## Discografia

### Album con i Little Tigers Team
- 1988: Happy New Year
- 1989: Leisurely Cruising
- 1989: Boys Don't Cry
- 1990: Red Dragonfly
- 1990: Meeting of the Stars
- 1991: Love
- 1991: Goodbye
- 1992: Best Dance Remix
- 1993: The Stars Still Shine
- 1994: Happy Forever
- 1995: Feeling Helplessly Worried
- 1996: Little Tigers 1995 Concert (live)

### Album mandarini
- 1992: Youth Chasing Wind
- 1993: Pursuing Dreams
- 1993: Suddenly Looking Back
- 1994: Want to Find a Place
- 1994: Fly Together
- 1995: Insist
- 1995: Lonely Star 119
- 1996: Thundering Storm (raccolta)
- 1996: Sing a Movie
- 1997: Hero

### Album cantonesi
- 1993: Waiting Day by Day
- 1993: My Summer Dream
- 1994: Love for a Future
- 1994: Loving You
- 1994: Strange and Deep New Songs (raccolta)
- 1996: Find Me
- 1999: I Love Classics (compilation della Warner)